# ایا ساوینا
ایا ساوینا (روسی: Ия Серге́евна Саввина؛ ۲ مارس ۱۹۳۶ – ۲۷ اوت ۲۰۱۱) یک هنرپیشه اهل اتحاد جماهیر شوروی سوسیالیستی بود. وی بین سال‌های ۱۹۶۰ تا ۲۰۱۱ میلادی فعالیت می‌کرد.
از فیلم‌ها یا برنامه‌های تلویزیونی که وی در آن نقش داشته است می‌توان به بانو با سگ ملوس، آنا کارنینا اشاره کرد.
وی همچنین برنده جوایزی همچون جایزه دولتی اتحاد شوروی و جایزه هنرمند مردمی اتحاد جماهیر شوروی شده است.